# Dei (titel)

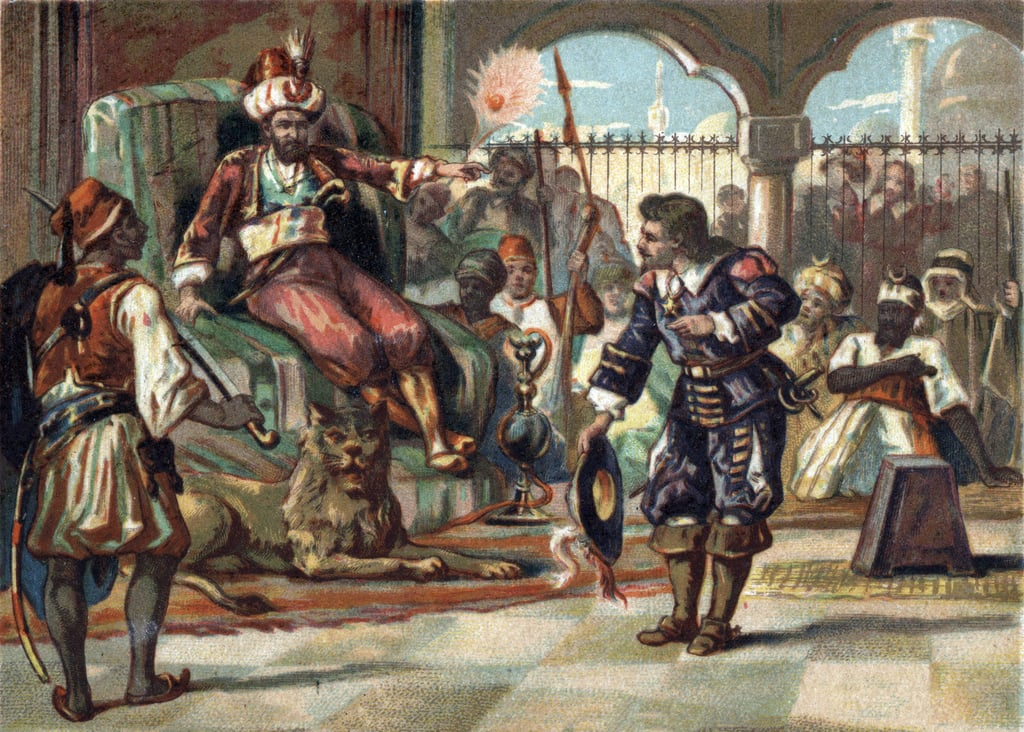
Pierre Porcon de La Barbinais wordt gevangengenomen door de dei van Algiers.

Dei (Arabisch: داي), afgeleid van de Turkse eretitel dayı, wat letterlijk 'oom' betekent, was de titel die vanaf 1671 werd gegeven aan de heersers van het regentschap van Algiers, Tripoli en Tunis onder het Ottomaanse Rijk.
In totaal bekleedden 29 dei's hun ambt vanaf de vestiging van de deilicaat in Algerije tot de Franse verovering in 1830, toen dei Hussein (1765-1838) zich overgaf.
De dei werd gekozen door lokale civiele, militaire en religieuze leiders om voor het leven te regeren en regeerde met een hoge mate van autonomie van de Ottomaanse sultan. De belangrijkste bronnen van zijn inkomsten waren belastingen op de landbouwbevolking, religieuze eerbetonen en beschermingsbetalingen van zeerovers, beschouwd als piraten die op de Middellandse Zee aasden.
Het rijk van de dei van Algiers was verdeeld in drie provincies (Constantine, Titteri (thans Médéa) en Mascara), die elk werden bestuurd door een bei (باي) die hij aanstelde.
De laatste dei van Tripoli werd in 1711 vermoord door Ahmed Karamanli.